# Julus surinamensis
Julus surinamensis är en mångfotingart som beskrevs av Brandt 1841. Julus surinamensis ingår i släktet Julus och familjen kejsardubbelfotingar. Inga underarter finns listade i Catalogue of Life.